# Papulaspora equi
Papulaspora equi är en svampart som beskrevs av Shadomy & D.M. Dixon 1989. Papulaspora equi ingår i släktet Papulaspora, klassen Sordariomycetes, divisionen sporsäcksvampar och riket svampar.   Inga underarter finns listade i Catalogue of Life.